# Dorika ignea
Dorika ignea là một loài bướm đêm trong họ Noctuidae.